# La libreria
La libreria (The Bookshop) è un romanzo di Penelope Fitzgerald del 1978, finalista al Booker Prize di quell'anno.

## Trama
Il romanzo, ambientato nel 1959, ruota attorno a Florence Green, una vedova di mezz'età che decide di aprire una libreria nella cittadina fittizia di Hardborough, nel Suffolk. Il luogo scelto per l'attività è la Old House, una casa abbandonata e umida di cui si dice che sia infestata dai fantasmi. Con grossi sforzi, gli affari si avviano e crescono per circa un anno, dopo di che le vendite rallentano. Florence Green ha un litigio con l'influente Mrs Gamart, la quale ha intenzione di aprire un centro d'arte nella Old House. Il nipote di Mrs Gamart, un membro del Parlamento di Westminster, riesce a far passare una norma che attribuisce al comune la facoltà di appropriarsi di edifici storici che sono stati lasciati disabitati per cinque anni. In base a ciò, anche la Old House viene comprata e Florence Green è costretta a trasferirsi.

## Adattamento cinematografico
Dal libro è stato tratto l'adattamento cinematografico per il film La casa dei libri

## Edizioni
- Penelope Fitzgerald, La libreria, Sellerio, 1999, ISBN 88-389-1473-7.